# Hermann Mises
Hermann Mises (24. července 1838 Lvov – 1910 Lvov) byl rakouský novinář a politik židovského původu z Haliče, v 2. polovině 19. století poslanec Říšské rady.

## Biografie
Byl židovského původu. Působil jako novinář. Psal pro listy Wiener Allgemeine Zeitung a Gazeta Narodowa. Od dubna 1873 do března 1874 vydával list Morgenpost.
Byl poslancem Říšské rady (celostátního parlamentu). Kandidoval do ní v prvních přímých volbách roku 1873 za městskou kurii, obvod Sambir, Stryj, Drohobyč atd. Zvolen byl ovšem Feliks Madejewski, jehož volba byla nicméně následně prohlášena za neplatnou a na poslanecký post usedl druhý ve volbách Mises. Slib složil 21. ledna 1874. V roce 1873 se uvádí jako Hermann Mises, spisovatel, bytem Vídeň. V parlamentu zastupoval provládní Ústavní stranu, která byla provídeňsky a centralisticky orientovaná. V roce 1878 se uvádí jako člen poslaneckého klubu levice.